# Салават (перевал)
Перевал Салават (азерб. Salavat aşırımı) — горный перевал на Главном Кавказском хребте, на севере Азербайджана. Высота перевала — 2895 м (по другим данным 2915 м).
Через перевал Салават проходит дорога соединяющая районы вокруг бассейнов рек Кудиалчай и Вандамчай.
Название «Салават» означает «молитва за спасение». Такое название распространено среди горных перевалов на южном склоне Кавказа. Ежегодно при прохождении по этим перевалам погибало множество людей, поэтому благополучно перешедшие горы благодарили Бога за спасение их жизни.